# Cavetown (compositor)
Robin Daniel Skinner  (Oxford, 15 de diciembre de 1998), conocido como Cavetown, es un compositor, productor discográfico y celebridad de internet inglés.

## Primeros años
Skinner nació en Oxford el 15 de diciembre de 1998 y se mudó a Cambridge a la edad de ocho años. Su interés en la música fue inspirado por su padre David Skinner, un musicólogo y director de coro, quien le enseñó a tocar la guitarra acústica a la edad de ocho años. Su madre es profesora de música y flautista barroca profesional. Asistió a Parkside Community College de 2010 a 2015 y a Hills Road Sixth Form College hasta 2017.

## Carrera

### 2012–2015: YouTube y Bandcamp
Cavetown comenzó su canal de YouTube en noviembre de 2012 y subió su primer video, una canción original llamada "Haunted Lullaby" en octubre de 2013. La primera canción que Skinner escribió y grabó fue "Rain" en 2013. Poco después, Skinner comenzó a compartir música en Bandcamp con su primer álbum, Everything Is Made of Clouds, a la edad de 14 años. Skinner lanzó Gd Vibes, Nervous Friends // Pt. 1 y Everything is Made of Stars en Bandcamp durante los siguientes dos años. Skinner lanzó su sencillo debut "This Is Home" en agosto de 2015, antes de lanzar su álbum homónimo en noviembre de 2015. Los críticos describieron el álbum Cavetown como "una mezcla ecléctica de acústica y electrónica". Skinner continuó publicando versiones de canciones en su canal de YouTube de artistas como Pinegrove, Twenty One Pilots y Joji.

### 2016–2018:16/04/16, Lemon Boy y Dear
En 2016, Skinner lanzó su segundo álbum de estudio, 16/04/16. El álbum incluye una mezcla de "pop cálido y melódico" e "indie rock lo-fi". El álbum fue dedicado a su amigo de la infancia, Jack Graham, quien murió de leucemia en la fecha que pone nombre al álbum. El 60% de los ingresos del álbum fueron donados a Cancer Research UK.
En abril de 2017, mientras todavía estaba en Sixth Form College, Skinner llegó a la final de la Cambridge Band Competition, ganando tanto el Mejor Acta Acústica como el Premio Kimberley Rew por la composición, y tocó en Strawberry Fair en junio de 2017. En 2018, lanzó su tercer álbum, Lemon Boy. A julio de 2020, la canción que da nombre al álbum ha acumulado 90 millones de reproducciones en Spotify y 22 millones de visitas en YouTube.
En junio de 2018, lanza su EP “Dear”, con una foto de su infancia en la portada y 4 canciones que lo conformarían, una de ellas es “Banana Bread”, canción original de su álbum “cavetown” en 2015 con una versión actual, y la canción más popular del EP “Talk to me”, que acumularía millones de vistas en YouTube y spotify.

### 2019-presente:Animal Kingdom,Sleepyhead,Man's Best FriendyWorm Food
En 2019, Cavetown lanzó cinco singles divididos que luego fueron recopilados en Animal Kingdom, una mezcla de diez pistas que incluyen covers y singles originales con apariciones especiales de Sidney Gish, Simi, Chloe Moriondo y Spookyghostboy. Produjo el sencillo "prom dress" de mxmtoon. El sencillo apareció en el álbum debut de mxmtoon, the masquerade, que también fue completamente producido por Skinner. Skinner actuó en el escenario acústico en el Festival Victorious en agosto de 2019. Firmó con Sire Records en 2019, donde lanzó el sencillo "Telescope" antes de su siguiente álbum, más tarde anunciado como Sleepyhead.  
En 2020, Skinner lanzó su álbum debut en el sello discográfico, titulado Sleepyhead. En junio de 2020, Skinner canceló su gira en apoyo de Sleepyhead debido a la pandemia de COVID-19. En julio de 2020, Skinner colaboró con Tessa Violet en el sencillo "Smoke Signals" y anunció el lanzamiento de su línea de ropa unisex Cave Collective. En junio de 2021, Skinner lanzó su EP Man's Best Friend.
El 4 de Noviembre, Skinner lanzó su álbum "Worm Food" con "Worm Food", "1994" y "frog" como canciones principales, y en el álbum hay una colaboración en "A kind thing to do" con Vic Fuentes.

## Vida personal
Desde julio de 2019, Skinner vive en Londres, Inglaterra. Se ha identificado a sí mismo como "en algún lugar entre los espectros de la asexualidad y el arromanticismo" en una publicación autobiográfica de Tumblr, y se declaró como un hombre trans en septiembre de 2020. Skinner salió públicamente con Avery Vernon de septiembre de 2019 a marzo de 2020. En una entrevista con Urban Outfitters, declaró el pelirrojo lo siguiente: "Tengo un novio, estoy muy entusiasmado y me gusta, algún día me gustaría escribir una canción sobre él". A principios de marzo, Vernon confirmó que él y Skinner ya no se encontraban en la relación.
Desde 2022, se supo que Skinner había conseguido novia hace poco, y le escribió la canción "frog", el declaró "la canción es acerca de mi novia, los dos éramos demasiado tímidos para pedirnos salir, y le mostre un meme que decía "GF:Girl Frog, BF:Boy Frog" y dije "somos nosotros" ".

## Discografía

### Álbumes de estudio
| Título     | Detalles | Posición en las listas | Posición en las listas | Posición en las listas |
| Título     | Detalles | UK                     | USAHeat                | USAFolk                |
| ---------- | --- | ---------------------- | ---------------------- | ---------------------- |
| Cavetown   | - Publicado: 9 de noviembre de 2015 - Discográfica: Autopublicación - Formato: Descarga digital, streaming, vinilo       | —                      | —                      | —                      |
| 16/04/16   | - Publicado: 15 de agosto de 2016 - Discográfica: Autopublicación - Formato: Descarga digital, streaming, vinilo         | —                      | —                      | —                      |
| Lemon Boy  | - Publicado: 1 de enero de 2018 - Discográfica: Autopublicación - Formato: CD, descarga digital, streaming, vinilo       | —                      | —                      | —                      |
| Sleepyhead | - Publicado: 27 de marzo de 2020 - Discográfica: Sire Records - Formato: CD, casete, descarga digital, streaming, vinilo | 52                     | 12                     | 18                     |

### EP
| Título            | Detalles | Posición en las listas |
| Título            | Detalles | USAHeat.ENC            |
| ----------------- | --- | ---------------------- |
| Dear.             | - Publicado: 29 de junio de 2018 - Discográfica: Triple Crown Records - Formato: CD, descarga digital, streaming, vinilo | 6                      |
| Man's Best Friend | - Publicado: 4 de junio de 2021 - Discográfica: Sire Records - Formato: Descarga digital, streaming                      | —                      |

### Mixtapes
| Título         | Detalles |
| -------------- | --- |
| Animal Kingdom | - Publicado: 12 de abril de 2019 - Discográfica: Oat Milk - Formato: Descarga digital, CD, streaming, vinilo |

### Singles
Como artista principal
| Año  | Título                                              | Certificaciones | Álbum/EP                |
| ---- | --------------------------------------------------- | --------------- | ----------------------- |
| 2015 | "This is Home"                                      | • RIIA: Oro     | -                       |
| 2018 | "Just Add Water"                                    |                 | Dear.                   |
| 2018 | "Juliet"                                            |                 | Animal Kingdom: Sandy   |
| 2018 | "Boys Will Be Bugs"                                 |                 | Animal Kingdom: Comet   |
| 2019 | "Advice"                                            |                 | Animal Kingdom: Ash     |
| 2019 | "Self Control" (cover de Frank Ocean)               |                 | Animal Kingdom: Shells  |
| 2019 | "Hug All Ur Friends"                                |                 | Animal Kingdom: Jackson |
| 2019 | "Home"                                              |                 | -                       |
| 2019 | "Feb 14"                                            |                 | Sleepyhead              |
| 2019 | "Telescope"                                         |                 | Sleepyhead              |
| 2019 | "Things That Make It Warm"                          |                 | Sleepyhead              |
| 2019 | "You've Got a Friend in Me" (cover de Randy Newman) |                 | -                       |
| 2020 | "Sweet Tooth"                                       |                 | Sleepyhead              |
| 2020 | "I Miss My Mum"                                     |                 | Sleepyhead              |
| 2020 | "Smoke Signals (feat. Tessa Violet)"                |                 | -                       |
| 2020 | "Sharpener"                                         |                 | Man's Best Friend       |
| 2021 | "Sharpener’s Calling Me Again (feat. Kina)"         |                 | -                       |
| 2021 | "Paul" (cover de Big Thief)                         |                 | Man's Best Friend       |
| 2021 | "Ur Gonna Wish U Believed Me"                       |                 | Man's Best Friend       |

Como artista destacado
| Año  | Título                                      | Álbum/EP              |
| ---- | ------------------------------------------- | --------------------- |
| 2018 | "Devil Town" (con Kevin Devine)             | Devinyl Splits No. 11 |
| 2020 | "Is Your Bedroom Ceiling Bored?" (con Sody) | -                     |
| 2020 | "Lemons" (con Brye)                         | -                     |